# Fabian Glätzl
Fabian Glätzl (* 6. Juni 1999 in Wien) ist ein österreichischer Handballspieler.

## Karriere
Fabian Glätzl begann in seiner Jugend beim WAT Atzgersdorf Handball zu spielen und wechselte dann später in den Nachwuchs des Handballclub Fivers Margareten. Über die zweite Mannschaft der Margeretner, welche an der spusu Challenge teilnimmt, empfahl sich der Rückraumspieler für die erste Mannschaft. In der Saison 2020/21 nahm Glätzl mit dem Handballclub Fivers Margareten an der Qualifikation zur EHF European League teil und lief damit erstmals in einem internationalen Bewerb auf.

## Saisonbilanzen

### HLA Meisterliga
| 2016/17   | Handballclub Fivers Margareten                                  | HLA Meisterliga                                                 | 03                                                              | 0                                                               | 0/0                                                             | 0                                                               |                                                                 |                                                                 |                                                                 |                                                                 |
| 2017/18   | Handballclub Fivers Margareten                                  | HLA Meisterliga                                                 | 01                                                              | 0                                                               | 0/0                                                             | 0                                                               |                                                                 |                                                                 |                                                                 |                                                                 |
| 2018/19   | Handballclub Fivers Margareten                                  | HLA Meisterliga                                                 | 04                                                              | 0                                                               | 0/0                                                             | 0                                                               |                                                                 |                                                                 |                                                                 |                                                                 |
| 2019/20   | Saison aufgrund der COVID-19-Pandemie in Österreich abgebrochen | Saison aufgrund der COVID-19-Pandemie in Österreich abgebrochen | Saison aufgrund der COVID-19-Pandemie in Österreich abgebrochen | Saison aufgrund der COVID-19-Pandemie in Österreich abgebrochen | Saison aufgrund der COVID-19-Pandemie in Österreich abgebrochen | Saison aufgrund der COVID-19-Pandemie in Österreich abgebrochen | Saison aufgrund der COVID-19-Pandemie in Österreich abgebrochen | Saison aufgrund der COVID-19-Pandemie in Österreich abgebrochen | Saison aufgrund der COVID-19-Pandemie in Österreich abgebrochen | Saison aufgrund der COVID-19-Pandemie in Österreich abgebrochen |
| 2020/21   | Handballclub Fivers Margareten                                  | HLA Meisterliga                                                 | 029                                                             | 053                                                             | 27/40                                                           | 026                                                             |                                                                 |                                                                 |                                                                 |                                                                 |
| 2021/22   | Handballclub Fivers Margareten                                  | HLA Meisterliga                                                 | 015                                                             | 051                                                             | 18/27                                                           | 033                                                             |                                                                 |                                                                 |                                                                 |                                                                 |
| 2022/23   | Handballclub Fivers Margareten                                  | HLA Meisterliga                                                 | 013                                                             | 03                                                              | 0/1                                                             | 03                                                              |                                                                 |                                                                 |                                                                 |                                                                 |
| 2023/24   | Handballclub Fivers Margareten                                  | HLA Meisterliga                                                 | 027                                                             | 066                                                             | 8/10                                                            | 058                                                             |                                                                 |                                                                 |                                                                 |                                                                 |
| 2024/25   | Handballclub Fivers Margareten                                  | HLA Meisterliga                                                 | 026                                                             | 126                                                             | 73/90                                                           | 053                                                             |                                                                 |                                                                 |                                                                 |                                                                 |
| 2016–2025 | gesamt                                                          | HLA Meisterliga                                                 | 118                                                             | 299                                                             | 126/168 (75 %)                                                  | 173                                                             |                                                                 |                                                                 |                                                                 |                                                                 |

### HLA Challenge
| 2016/17   | Handballclub Fivers Margareten                                  | HLA Challenge                                                   | 03                                                              | 01                                                              | 1/1                                                             | 0                                                               |                                                                 |                                                                 |                                                                 |                                                                 |
| 2017/18   | Handballclub Fivers Margareten                                  | HLA Challenge                                                   | 017                                                             | 040                                                             | 18/24                                                           | 022                                                             |                                                                 |                                                                 |                                                                 |                                                                 |
| 2018/19   | Handballclub Fivers Margareten                                  | HLA Challenge                                                   | 024                                                             | 090                                                             | 24/29                                                           | 066                                                             |                                                                 |                                                                 |                                                                 |                                                                 |
| 2019/20   | Saison aufgrund der COVID-19-Pandemie in Österreich abgebrochen | Saison aufgrund der COVID-19-Pandemie in Österreich abgebrochen | Saison aufgrund der COVID-19-Pandemie in Österreich abgebrochen | Saison aufgrund der COVID-19-Pandemie in Österreich abgebrochen | Saison aufgrund der COVID-19-Pandemie in Österreich abgebrochen | Saison aufgrund der COVID-19-Pandemie in Österreich abgebrochen | Saison aufgrund der COVID-19-Pandemie in Österreich abgebrochen | Saison aufgrund der COVID-19-Pandemie in Österreich abgebrochen | Saison aufgrund der COVID-19-Pandemie in Österreich abgebrochen | Saison aufgrund der COVID-19-Pandemie in Österreich abgebrochen |
| 2020/21   | Handballclub Fivers Margareten                                  | HLA Challenge                                                   | 01                                                              | 02                                                              | 1/1                                                             | 01                                                              |                                                                 |                                                                 |                                                                 |                                                                 |
| 2022/23   | Handballclub Fivers Margareten                                  | HLA Challenge                                                   | 04                                                              | 016                                                             | 6/9                                                             | 010                                                             |                                                                 |                                                                 |                                                                 |                                                                 |
| 2016–2023 | gesamt                                                          | HLA Challenge                                                   | 049                                                             | 149                                                             | 50/64 (78 %)                                                    | 099                                                             |                                                                 |                                                                 |                                                                 |                                                                 |

## Erfolge
- 1× Österreichischer Pokalsieger 2020/21